# Джаннеттини, Гвидо
Гвидо Джаннеттини (итал. Guido Giannettini; 22 августа 1930 — 6 июля 2002) — итальянский ультраправый активист, журналист и секретный агент военной спецслужбы SIFAR-SID. Оперативник Aginter Press. Подозревался в причастности к политическому терроризму, оправдан по суду.

## Военный публицист неофашизма
В молодости Гвидо Джаннеттини вступил в неофашистскую партию Итальянское социальное движение. С конца 1950-х участвовал в создании подпольной сети французской ОАС. В 1961 был арестован в Мадриде как участник ультраправого подполья. После освобождения вернулся в Италию, занялся журналистикой.
Работал в партийном издании ИСД Il Secolo d'Italia, тесно сотрудничал с идеологом традиционного фашизма Пино Ромуальди. Специализировался на военной тематике, писал в официальном армейском издании Rivista Militare (итальянский аналог советского «Военно-исторического журнала»).
В 1966 году Джанеттини и Пино Раути опубликовали брошюру Le Mani Rosse Sulle Forze Armate — «Красная рука в вооружённых силах». Этот материал сыграл важную роль в контексте противостояния в армейской верхушке между генералами Джузеппе Алойа и Джованни ди Лоренцо. Оба придерживались крайне правых взглядов, однако Алойа был сторонником сотрудничества военных с гражданским ультраправым движением, которое ди Лоренцо считал непредсказуемым. Брошюра помогла конкурентам ди Лоренцо добиться его отставки.
В 1969 году Джаннеттини состоял в итальянской военной делегации, посетившей ФРГ. Обсуждалась закупка танков Leopard для итальянской армии.

## Ультраправый стратег и секретный агент

### Оперативная стыковка фашизма с маоизмом
3-5 мая 1965 года Гвидо Джаннеттини участвовал в конференции Parco dei Principi — собрании радикальных неофашистских лидеров во главе с Пино Раути. Среди участников был лидер Национального авангарда Стефано Делле Кьяйе). Джаннеттини являлся одним из основных докладчиков. Было принято решение о «революционной войне» против итальянского коммунизма и либерального государства, которое, по мнению ультраправых, потворствовало коммунистической угрозе. Отмечались оперативные контакты Джаннеттини с Ивом Герен-Сераком, основателем Aginter Press.
В апреле 1968 года Джаннеттини в делегации ультраправой молодёжи посетил Грецию для ознакомления с режимом «чёрных полковников», который являлся своего рода образцом для участников «заговора Боргезе». После возвращения из Греции Джаннеттини участвовал в проекте консолидации неофашистов с ультралевыми — прежде всего анархистами и маоистами. Уважительное отношение к Джаннеттини высказывал лидер итальянского «наци-маоизма» Франко Фреда. Джаннеттини глубоко анализировал советско-китайский конфликт, рассматривал потенциальные выигрыши Запада и возможности, открывающиеся перед ультраправым движением.
Иностранная пресса прямо характеризовала Джаннеттини как агента SIFAR (Информационная служба Вооружённых сил) и SID (Информационная служба обороны) — органов военной разведки Министерства обороны Италии — проходившим под шифром Z, псевдонимом Адриано Корсо и номерами 0281 и 0282. На слушаниях в парламентской комиссии по расследованию террористических актов статус Джаннеттини был официально подтверждён министерством.

### План террористической войны
В апреле 1969 Джанеттини организовал в Падуе тайное собрание ультраправого актива, на котором было принято решение о переходе к активной фазе борьбы.

Южная Европа должна стать националистической.— 
Джаннеттини предполагал задействовать свои военные связи, дабы склонить офицерство к участию в неофашистском заговоре. Инициировать революционную войну предполагалось силами террористических организаций, подобных «Новому порядку» Пьерлуиджи Конкутелли. Террористические атаки предполагалось проводить от имени левацких группировок. Такой подход чётко коррелировался с установками Герен-Серака.
12 декабря 1969 года произошла серия взрывов в Милане, получившая название «Резня Пьяцца Фонтана» — первоначально отнесённая к ультралевому терроризму, впоследствии — к неофашистскому. Однако в целом ситуация стала развиваться иначе: князь Боргезе отказался от планов военного переворота, крупнейшим выступлением правых стало массовое популистское восстание в Реджо-ди-Калабрия, политический терроризм осуществлялся как с крайне правого, так и с крайне левого флангов.

## Арест и суд. На свободе в новых условиях
Многозначное положение Джаннеттини — как агента военной спецслужбы, ультраправого радикала и неофашистского оперативника — приводило к конфликтам между полицией (заинтересованной в нейтрализации активного экстремиста) и спецслужбой (заинтересованной в агентурной деятельности). SID реагировала на представления полиции и прокуратуры ответами о военной тайне и недопустимости разглашения.
Однако крайне тревожная ситуация в стране изменила отношение к Джаннеттини. В апреле 1974 года был выдан ордер на его арест по подозрению в организации политических убийств. 23 февраля 1979 года суд приговорил его к пожизненному заключению. Но уже 20 марта 1981 года Гвидо Джаннеттини был оправдан по апелляции и освобождён.
К этому времени обстановка в стране существенно изменилась. Пик напряжённости и политического терроризма был пройден. Джаннеттини продолжал политическую деятельность в легальных формах, вернулся к публицистике, работал в изданиях правого медиа-магната Джузеппе Чиаррапико, впоследствии соратника Сильвио Берлускони.
Гвидо Джаннеттини скончался от диабета в 2002 году.